# 資本財
在經濟學中，資本財（英語：capital good）是使用在生產過程中，用來生產產品或服務的耐久財，是由生產者投入的四種要素之一（另外三者為土地、人力及企業能力），四者合稱為生產要素。在經濟系統及馬克思經濟學派裡，通常將生產要素與資本財當成同義詞。其分別最早來自於古典經濟學派興起時，且至今仍堅信兩者有別。
一個社會可以透過對於錢財的儲蓄來投資在這種生產要素上，進而創造出資本財。在經濟學上，有些人認為資本財必須是實體的存在，在特定期間內，用以生產其它的產品或服務。在生產其它可供銷售物品時，在過程中所需的機器、工具、廠房、電腦、或其他類型設備，都可作為資本財的代表。擁有資本財的個體，可以是個人、家戶、公司、或政府，任何用以生產其它物品的材料，都可被視為資本財。
許多的研究文獻，都在資本財的定義及敍述上，持續投入心力。目前普遍的認知為，資本財是由許多部份所構成，具有同質性，而且是資本密集下的產物，也常用來視為生產系統或服務本身。
像是戰艦、鑽油平台、產品包裝系統、以及雲霄飛車等設備，都被視為資本財。其製造過程，通常是以專案方式，將合作網路中的各廠商加以組織整合。一個資本財的產品週期，通常有籌劃、工程及採購、製造、訂約、維護及解約（有需要時）。

## 資本財與消費財的區別
資本財與消費財，應該是要加以區別的，畢竟消費時購買物品的目的，與該物品的生產，是不同的兩件事。製造業大量投資在資本財上，因其可為這些事業生產出大量在市場上販賣的商品，藉此獲取利潤。也因此，資本財也常被稱為「生產者物品」或「生產材料」。與資本財相較，最終財是消費者可以直接購買，來作為個人或家庭使用的。
以車輛舉例來說，通常會將它視為消費財，因為購置的目的，通常是基於私人的使用。然而，製造或營建業者所使用的卡車，就很明顯是用於生產，因為它們可用以輔助道路、水庫、建築物或橋樑的建造。同樣的道理，巧克力糖果是為了消費者食用，但生產糖果的機器，就會被視為生產用。有些資本財，既用來生產消費品，同時也提供其他生產者使用，例如用來生產卡車的機器設備。一般而言，消費是所有經濟行為最合理的結果，然而未來的消費水準，很明顯的是依未來有多少資本財而定，故資本財相關業者在目前的產出能力，還是掌握了最後的關鍵。因此，只要一個經濟體，有心增加消費的話，資本財的產出就應該要予以極大化。與消費產品相較，資本財不是被生產用來馬上消費的，而是要用來生產其他產品或服務。

## 資本財的重要性
資本財有時也被稱為複雜產品系統（Complex Products and System, CoPS），在現今社會中扮演重要的角色。除了能讓事業為消費者創造產品，或提供服務之外，資本財還具備其他方面的重要性。在生產設備及原料價格高昂的產業，資本財形成了新創公司企圖進入市場的強大壁壘。例如一新創事業，若難以負擔產品製造機具的採購成本，在此市場中就欠缺有效競爭的能力。該公司也許可向其他事業求助，成為產品的供應商，但價格仍將居高不下。此即意味著，在生產要素佔事業新創成本絕大部份的產業，能夠在此一市場的競爭者，相對不會很多。
資本財對於經濟的發展有很大的重要性，因其為一經濟體，藉由製造產品和服務來達成經濟成長所不可或缺的元素。

## 投資的必要性
機器及其他高價設備的採購，對一家公司而言，通常就代表了可觀的投資。當事業面臨困頓時，往往就會針對此類採購，盡可能的延後處理，因為目前若派不上用場，支出於此對公司自然是毫無意義。故由資本財的投入上，可看出一製造業者，對其產品是否預期成長，抑或至少是穩定的需求，因為此類採購，通常被當成一種資本支出。也因為資本財對事業來說，可為顧客生產出更具功能性的產品，或更有價值的服務，故重要性不在話下。有鑒於此，資本財有時也被稱為生產品、生產財、或生產要素。
資本財通常是人工製造的，自然資源例如土地或礦物、又或者是透過個人提供的技術和知識產能的人力資本，一般而言，雖不符合前述資本財的定義，但由於同屬生產要素，故在人類進入知識經濟時代後，三種生產要素都可歸類為資本財。在經濟學上所使用的「資本財」一詞不能與金融上或會計上的「資本」一詞混淆，後者所指的只限於單純的財富或是金融資本。

## 外部連結
- 資本財和服務 （页面存档备份，存于） 北卡羅來納大學
- 資本財 （页面存档备份，存于） Investopedia
- 資本財[] 中華百科全書
- 房屋是「耐久消費財」，不是「資本財」! BI好事双網
- 巴菲特: 人是最該投資的「資本」 BI好事双網
- 你能區分資本與資產的不同嗎? BI好事双網
- 唯有資本，才能創造永續成長力 BI好事双網
- 揭密 210年來 如何運用資本最有力道? BI好事双網
- 資本家的兩難: 你懂得運用資本的力量嗎? BI好事双網